# Zakochana księżniczka
Zakochana księżniczka (niem. Eine Prinzessin zum Verlieben) – niemiecka komedia romantyczna z 2005 roku w reżyserii Franziski Meyer Price. Zdjęcia kręcono w Berlinie i Saksonii (pałac Moritzburg).

## Fabuła
Księżniczka Isabella, córka pary królewskiej z fikcyjnego państwa Luxensteinu, marzy, żeby przeżyć choć jeden dzień jak zwykła dziewczyna. Po jej zaręczynach z księciem Ferdynandem i tuż przed planowaną koronacją i ślubem, król i królowa postanawiają, że spełnią wielkie marzenie córki.
Isabella jedzie na jeden miesiąc wakacji do Berlina i pracuje tam w ambasadzie własnego kraju. Warunkiem podróży jest zachowanie dyskrecji, toteż nikt, oprócz rodziny królewskiej, ambasadora i jego sekretarki, nie wie, że nowa pracownica jest księżniczką. 
Isa próbuje radzić sobie w zwyczajnym świecie, z lepszym i gorszym skutkiem. Niespodziewanie na jej drodze staje przystojny, lecz ubogi architekt krajobrazu - Luk. Rodzi się między nimi uczucie.

## Obsada
- Muriel Baumeister - księżniczka Isabella Maria Magdalena von Luxenstein
- René Steinke - Luk
- Thomas Fritsch - król Luxensteinu, ojciec Isabelli
- Gudrun Landgrebe - królowa Luxensteinu, matka Isabelli
- Ilja Richter - ambasador królestwa Luxensteinu w Berlinie
- Mickey Hardt - książę Ferdynand von Sachsen-Anhalt, narzeczony Isabelli
- Nadja Zwanziger - Katja
- Christian Kahrmann - Tom Brain
- Karin Gregorek - matka Luk'a
- Philipp Sonntag - ojciec Luk'a
- Hannes Wegener - Mörfi
- Karl Alexander Seidel - Eddy